# Moët & Chandon
Moët & Chandon (udtale: [mo.et e ʃɑ̃.dɔ̃]?) eller Moët er et fransk vinhus og medejer af luksusvare-selskabet Moët-Hennessy • Louis Vuitton. Moët et Chandon er en af verdens største producenter af champagne og et prominent champagnehus. Selskabet er hofleverandør til Elizabeth 2. Moët et Chandon blev etableret i 1743 af nederlænderen Claude Moët (derfor den ufranske udtale) og ejer i dag vingårde på mere end 1.000 hektar og fremstiller hvert år omtrent 26 millioner flasker.